# Simon Galiero
 (décembre 2017).
Si vous disposez d'ouvrages ou d'articles de référence ou si vous connaissez des sites web de qualité traitant du thème abordé ici, merci de compléter l'article en donnant les références utiles à sa vérifiabilité et en les liant à la section « Notes et références ».
Simon Galiero est un réalisateur et scénariste québécois né à Montréal en 1978. Il a été le cofondateur de Hors Champ, première revue de cinéma francophone en ligne. Il est le lauréat du Prix Jutra (maintenant Prix Iris) du meilleur court et moyen métrage pour son film Notre prison est un royaume en 2008, et du Prix Focus, décerné au meilleur long métrage canadien au Festival du nouveau cinéma de Montréal en 2009 pour Nuages sur la ville.
En 2013, la comédienne Micheline Bernard est nommée dans la catégorie Meilleure actrice des Prix Jutra grâce à son long métrage La Mise à l'aveugle.
Galiero est aussi le lauréat du Prix Communications et Société et ses réalisations ont fait l'objet d'un cycle à la Cinémathèque québécoise en avril 2010.

## Filmographie
- 2012 : La Mise à l'aveugle